# Ángel Edo
Miguel Ángel Edo Alsina (Gavà, 4 augustus 1970) is een voormalig Spaans wielrenner. Eind 2007 is hij met wielrennen gestopt.

## Belangrijkste overwinningen
1991
- Clásica Alcobendas

1992
- GP Llodio

1994
- Ruta del Sol

2000
- 1e etappe Ronde van de Algarve
- 3e etappe Ronde van de Algarve
- Puntenklassement Ronde van de Algarve
- GP CTT Correios de Portugal

2002
- GP CTT Correios de Portugal

2003
- 1e etappe Ronde van de Algarve
- Puntenklassement Ronde van de Algarve
- 10e etappe Ronde van Portugal

2004
- 5e etappe Catalaanse Wielerweek
- GP de Ciclismo de Torres Vedras

2006
- 1e etappe Vuelta a Castilla y León

## Resultaten in voornaamste wedstrijden
| Jaar | Ronde van Italië | Ronde van Frankrijk | Ronde van Spanje |
| ---- | ---------------- | ------------------- | ---------------- |
| 1993 |                  |                     | 73e              |
| 1994 |                  | 96e                 | opgave           |
| 1995 |                  | buiten tijd         |                  |
| 1996 | buiten tijd (1)  |                     | 85e              |
| 1997 | opgave           |                     | opgave           |
| 1998 | buiten tijd (1)  |                     | 76e              |
| 1999 | 79e              |                     | 95e              |
| 2001 |                  |                     | 77e              |
| 2002 |                  |                     | 60e              |
| 2003 |                  |                     | 70e              |
| 2005 |                  |                     |                  |

| Jaar | Milaan-San Remo | Ronde van Vlaanderen | Amstel Gold Race | Clásica San Sebastián |  | WK op de weg |
| ---- | --------------- | -------------------- | ---------------- | --------------------- |  | ------------ |
| 1993 |                 |                      |                  | 72e                   |  |              |
| 1994 | 7e              |                      |                  | 9e                    |  | 38e          |
| 1995 | 110e            | 64e                  |                  |                       |  |              |
| 1996 | 168e            |                      | 84e              |                       |  |              |
| 1997 |                 |                      |                  |                       |  | 30e          |
| 1998 |                 |                      |                  | 88e                   |  |              |
| 1999 | 20e             |                      |                  |                       |  |              |
| 2001 |                 |                      |                  |                       |  |              |
| 2002 |                 |                      |                  |                       |  |              |
| 2003 |                 |                      |                  |                       |  |              |
| 2005 | 20e             |                      |                  |                       |  |              |